# 惡魔城X年代記
《惡魔城X年代記》是日本科樂美集團下遊戲部門所開發的惡魔城系列其中一作，於2007年發售的PlayStation Portable遊戲，《惡魔城X 血之輪迴》的重製版並且收錄原作和《惡魔城X 月下夜想曲》。

## 遊戲前提
本作是改編自於NEC PC-Engine SUPER CD-ROM²主機上，於1993年10月29日發售的惡魔城系列作遊戲《惡魔城X 血之輪迴》，使用三維計算機圖形技術來進行遊戲的攝影角度捕捉、人物模樣與環境景觀的架構、動態生物及靜態環境的活動執導，遊戲的本質仍舊維持在2D橫向捲軸動作遊戲上，強化了在2D圖像技術比較難表現的物質立體感、環境深度及環境演出，使得新作的風格有別於舊作，表現出豐富而細膩的感覺。
除了強化舊作原有的視覺演出外，新作尚包含以下特點
- 少量的物品收集及開關，用來開啟一些特別的服務
- 重新演編的背景音樂
- 由新系列的遊戲風格設計者兼人物設計師，插畫家小島文美重新描繪舊作人物的形象，其中里希達揉合了舊作的動畫畫風、俊美的短髮有為青年樣貌與舊作月下的狂傲風格，衣著設計亦同；而瑪莉亞的風格是從月下的新造型時間往前推導而成。
- 音樂從舊作cd片的midi聲音+樂器聲音風格，重新編導成壯闊的搖滾風交響樂，其中一小部份音樂是新作替代舊作
- 關卡長度、物品跟敵人配置全部與原作一樣，兩個主角的動作靈活度、身體特性與原作相差不遠
- 有參考從血之輪迴移植到SFC的劇情概念作品惡魔城XX一些分歧點判斷條件
- 另附原本的血之輪迴舊作以滿足當年無法入手遊戲跟主機的狂熱玩家以外，更提供遊戲資料稍作改良的舊作惡魔城X 月下夜想曲

## 劇情前提
與原本的舊作一樣，自有宗教以來，歐洲總會產出一些瘋子，為追求強大的黑暗力量而幹下許多齷齪的勾當，不外乎最簡單而能保全自己老命的方法：犧牲他人生命而召喚強大的黑暗怪物來到人間大亂一場，這個檯面底下的邪惡小組織撐了幾個世紀，終於熬出一位可望活百年而不衰、有著強大力量而優秀的人才：黑暗神官夏福特
在這個18世紀年尾的西元1792年，世界探索自然、民主的概念被引發出來而間接導致戰爭爆發，君權國家的強大與自大航海時代延續下的殖民地搶奪概念，以及人們生活之下的小小黑暗情緒表現，種種與和平、潔身自愛等聖人理念相違背的情緒表現跟行動，轉化成了黑暗力量，一點一滴地由小水攤集成大湖，形成一股不可忽視的沉重壓力，在這一年時機成熟了，夏福特召開一場組織許久未舉辦的祭拜活動，以一個女人的性命及鮮血為代價，傳說中的黑暗魔王德古拉又復活了
而德古拉的瘋狂腦袋與智慧並沒有快睡滿一百年而頭腦昏沉沉，他又迅速重建了防衛城堡的一批必要軍力，惡魔城再起的同時，一小批由黑暗怪物組成的特遣隊襲擊了附近的一個大城市，那是令德古拉恨的牙癢癢，每次讓他對人間復仇的計劃落空甚至賠上老命的世仇：貝爾蒙多家族長久居住的根據兼半個故鄉
而這個能力還不錯的新部下，打聽了一些情報，告訴他的上司德古拉說：現在貝爾蒙多家族只剩下一個年輕的後裔，現在在邊境的鄰近國家出公差中，據說有兩位女孩除了跟他有關聯外還住在城鎮上，綁架過來威脅他來讓他不戰而屈，而德古拉也滿意這個以前幹過的好事其想法，於是特遣隊大亂城鎮並放火後，德古拉親自下場迎接了其中一位在慌亂中而腳受傷的女孩，這個貝爾蒙多家未來的「妻子」到城堡作客...
只是，德古拉雖然感覺到貝爾蒙多家的力量現在正火速殺回特蘭西瓦尼亞，但是其味道跟以前那一票肌肉大漢祖先不太一樣....

## 角色
- 里希達‧貝爾蒙多(リヒター・ベルモンド、Richter‧Belmont)

貝爾蒙多家最後的末裔，19歲，頂天立地、熱血而厭虛偽的正義有為青年，在外地工作的時候耳聞到故鄉被重起的德古拉軍團襲擊，尤其是綁了一些人質來威脅他投降時，他只好放下一切事情。急忙地穿上戰鬥用的衣服駕著馬車先回城鎮救災...
- 瑪莉亞‧里納德(マリア・ラーネッド、Maria‧Renard)

貝爾蒙多家一個親戚的孩子，以里希達的養子身份居於貝爾蒙多址，AB血型的12歲小女孩，性格活潑、富有行動力而又聰明伶俐，是個人見人愛、連小動物都會意外地親近她的可愛孩子，由於身體藏有一股神奇的力量，在黑暗軍團將人質綁來後，夏福特急忙在入口走廊附近尋一房，忙著用魔力探測這小女孩的力量是什麼系統...
- 安妮特(アネット、Annette)

里希達的戀人，A型血液的女子，其相信永久真理智慧的堅定想法及對待人事物的溫柔態度，在城鎮上是出了名的名人，受到很多人的仰慕，現在她正淪為德古拉的階下囚，關在時計塔的一個角落...
·若沒將其救出，其將會變成吸血鬼，取代夏福特鬼魂Boss
- 提拉(テラ、Tera)

特蘭西瓦尼亞當地教會一個性格熱情的修女，血液O型，人質綁架中屬於濫竽充數的一位，頂多為奉上鮮血讓德古拉喝開水的倒楣鬼..找到她后可以打破原来无法破坏的骨头柱
- 伊莉絲(イリス、Iris)

鎮上一位醫生的女兒，受父親影響而從醫，醫療技術一流，心地又善良，被德古拉綁架來看自己的健康狀況如何...找到她后可以打破原来无法破坏的冰柱
- 夏福特(シャフト、Shaft)

在黑暗神官的培養歷史中，屬於百年難得一見，出類拔萃的人才，亦是這次惡魔城再起的主要推手，但是其戰鬥實力也受伯爵肯定，而領左右手的身分與死神一起工作
·若沒救出安妮特，將無法把其鬼魂打敗，而導致其保護德古拉逃走，走向壞結局
- 德古拉伯爵(ドラキュラ伯爵、Count Dracula)

時值730歲，力量完全回復的黑暗大王，現在他正樂於調戲里希達的女友及擾亂人間，準備好力量與貝爾蒙多家族的後裔大戰三百回合...

## 遊戲系統
遵循惡魔城動作破關遊戲的傳統及依循原作風格，玩家操作可用角色，利用一切手段攻擊並打倒敵人，依靠路上的物資，以走路、跳躍等行動走完每個大區塊，到達區域頭目的房間，最後來到德古拉的面前並打倒他。
使用十字鍵在地面上左右移動，可以在地面上按上或下來上下樓梯，在樓梯中亦可使用上下左右來上下樓梯；使用跳躍鍵從地面跳躍，可在空中改變面對方向來控制落地點(俗稱空中踩煞車)，也可以人物在跳躍上升或自平台落下途中，按上而登上樓梯；使用攻擊鍵來攻擊，按上加上攻擊鍵而執行加強性攻擊，使用特殊鍵來執行item crash。
里希達是一開始只能用的角色，使用一開始成型的鐵鍊鞭攻擊面前的敵人，可以在路上撿拾到聖器來執行加強型攻擊，要執行聖器的item crush時會準備大量的愛心；只能跳躍一次，且空中踩煞車對跳回起跳點的幫助有限，屬於靈活度較差的傳統貝爾蒙多家人物，另外可在空中或地面時，快速連按兩次跳躍鍵來後空翻，可以變相「兩段跳」到達正常跳躍跳不到的高地平台，或閃避敵人的攻擊。
瑪莉亞在玩家使用里希達救助後，在條列模式畫面時，可以選擇由誰出擊來闖入惡魔城，使用攻擊鍵會呼喚一隻小鳥作短距離迴旋飛行，可連按兩次；另外原本聖器放置的位置會換成瑪莉亞專用的副武器，雖然比里希達更容易消耗更多愛心，但是瑪莉亞的副武器威力明顯比里希達的聖器強悍許多，item crush亦同；按下+跳躍鍵可往前撲倒，在空中時按跳躍鈕可「兩段跳」，空中踩煞車的幅度比里希達靈活許多，更不容易摔到無底洞；另外快速執行方向鍵右、下、右下加攻擊鈕，可以召喚出一個小分身快速連刺，使用後暫時不能動作幾秒。

## 外部連結
- 官方網站 （页面存档备份，存于）（日語）